# Kastanjebrun kantlav
Kastanjebrun kantlav (Protoparmelia badia) är en lavart som först beskrevs av Franz Georg Hoffmann, och fick sitt nu gällande namn av Hafellner. Kastanjebrun kantlav ingår i släktet Protoparmelia och familjen Parmeliaceae.  Arten är reproducerande i Sverige. Inga underarter finns listade i Catalogue of Life.
I den svenska databasen Dyntaxa används istället namnet Protoparmelia picea för samma taxon.  Arten är reproducerande i Sverige.